# Danilo Astori
Danilo Ángel Astori Saragosa (23. dubna 1940, Montevideo – 10. listopadu 2023, Montevideo) byl uruguayský sociálnědemokratický politik a ekonom, bývalý viceprezident Uruguaye.

## Vrcholová politika
O úřad viceprezidenta se neúspěšně pokoušel v roce 1989 s 23 % hlasů skončil na třetím místě.
Po volbách v roce 2004 působil jako ministr financí státu Uruguay. Na tuto funkci rezignoval 18. září 2008.
Od 1. března 2010 byl patnáctým viceprezidentem Uruguaye po boku prezidenta José Mujica.